# Robert Hanssen
Pour les articles homonymes, voir Hanssen.
Robert Philip Hanssen, né le 18 avril 1944 à Chicago (Illinois) et mort le 5 juin 2023 à Florence au Colorado, est un agent spécial américain du FBI, condamné en 2002 à la prison à vie pour espionnage au profit de l'URSS et de la Russie.

## Biographie

### Famille et jeunesse
Né dans une famille d'origine danoise, polonaise et allemande, son père, fonctionnaire de police à Chicago, exerce de la violence psychologique sur lui pendant son enfance. Diplômé d'un baccalauréat universitaire en chimie en 1966 puis d'un MBA en comptabilité et en système d'information en 1971, Robert Hanssen travaille dans une entreprise de comptabilité avant de rejoindre la police de Chicago, où il se spécialise dans les enquêtes du bureau des affaires internes ainsi que dans des enquêtes liées à la fiscalité et aux atteintes au droit comptable.

### Entrée au FBI
Robert Hanssen devient le 12 janvier 1976 agent spécial du FBI où il rejoint rapidement les services du contre-espionnage grâce à ses talents d'informaticien hors pair. Il est dès cette époque surnommé le « croque-mort » à cause de son teint cireux, de sa tenue quotidienne en complet noir et son absence de sourire. Neuf ans plus tard, il commence à espionner pour l'URSS. Sous le pseudonyme de Ramon Garcia, il transmet aux Soviétiques quelque 6 000 pages de documents, comprenant notamment des plans militaires, des logiciels du contre-espionnage et les noms de plusieurs agents doubles opérant pour les États-Unis.
Robert Hanssen occupe un poste important au sein de la section du contre-espionnage du bureau de New York du FBI, chargée de traquer les espions russes sur le sol américain. Cette position lui donne accès à des documents sensibles.

### Affaire Felix Bloch
En 1989, Robert Hanssen compromet l'enquête du FBI sur Felix Bloch (en), un diplomate américain en poste à Vienne qui était soupçonné d'espionnage. Hanssen alerte le KGB, qui rappelle abruptement à Moscou l'officier traitant de Bloch et prévient celui-ci par un message codé qu'il est l'objet d'une enquête. Le FBI n'arrivera jamais à trouver des preuves contre Bloch, qui ne sera jamais poursuivi en justice (Bloch sera congédié du département d'État et privé de sa retraite).

### Arrestation et condamnation à la perpétuité

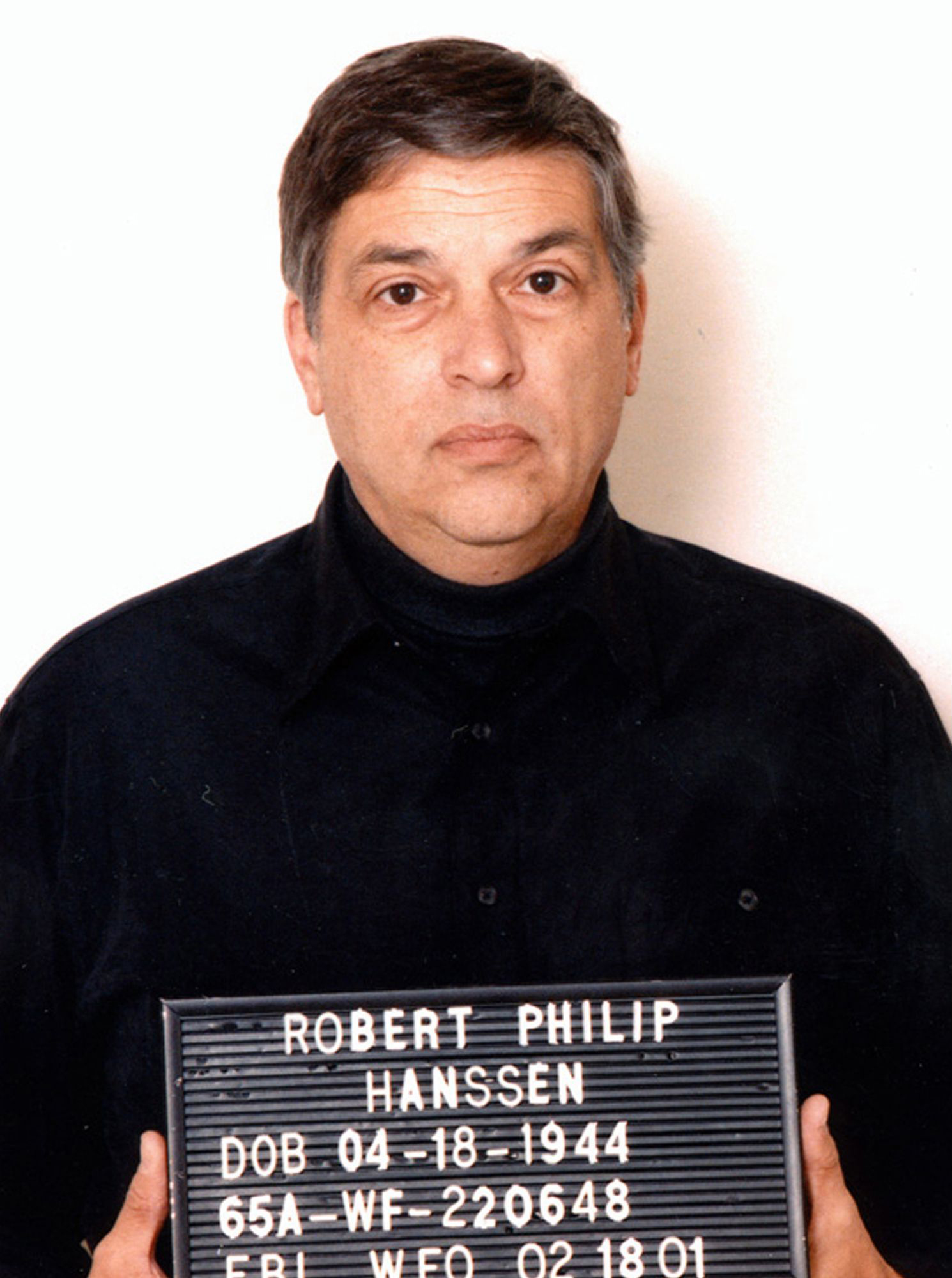
Photo d'identité judiciaire de Robert Hanssen le 18 février 2001.

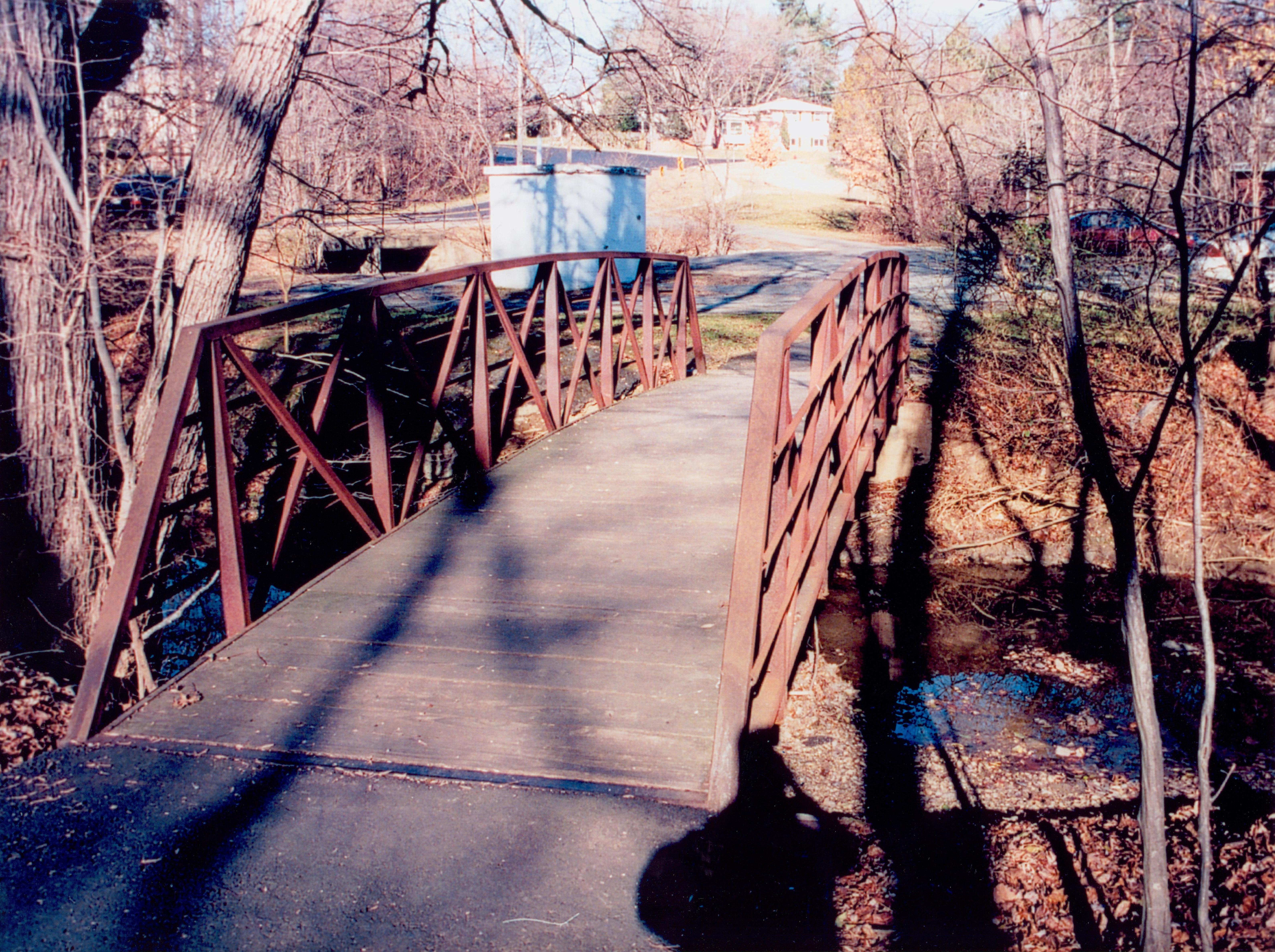
Lieu de la « boîte aux lettres morte » Ellis au Foxstone Park utilisée par Hanssen, février 2001.

Robert Hanssen est arrêté le 18 février 2001 au Foxstone Park, près de son domicile à Vienna en Virginie, alors qu'il s'apprêtait à y déposer des documents secrets pour des agents russes.
Il est inculpé de vente de secrets à Moscou contre 1,4 million de dollars en espèces et des diamants, durant une période de quinze années. Sa trahison a été décrite à l'époque par le département américain de la Justice comme « potentiellement le pire des désastres de l'histoire américaine du renseignement ».
Il est défendu par l'avocat Plato Cacheris et échappe à la peine de mort en échange de sa coopération avec les autorités américaines, en donnant notamment le nom de trois officiers du KGB en poste aux États-Unis. Le 6 juillet 2001, il plaide coupable pour quinze chefs d'accusation d'espionnage,. Le 10 mai 2002, il est condamné à la prison à vie sans possibilité de libération conditionnelle. Du 17 juillet 2002 jusqu'à sa mort en 2023, Robert Hanssen purge sa peine dans le pénitencier fédéral de très haute sécurité d'ADX Florence, à Florence dans le Colorado. Tout au long de son incarcération, Hanssen doit passer 23 heures par jour absolument seul.
À l'occasion d'un échange d'espions en 2010, la société américaine spécialisée dans les renseignements Stratfor rapporte une rumeur selon laquelle l'un d'entre eux, Alexandre Zaporojsky, avait donné des informations aux Américains ayant contribué à l'arrestation d'Aldrich Ames et de Robert Hanssen.

### Mort
Robert Hanssen est retrouvé mort dans sa cellule de prison à Florence au Colorado le 5 juin 2023. Il était âgé de 79 ans. Il serait mort de causes naturelles. 

### Vie privée
Robert Hanssen épouse en 1968 une femme dévote, Bernadette « Bonnie » Wauck, avec qui il fonde une famille nombreuse. Luthérien, il se convertit à la religion catholique de sa femme et en devient un fervent pratiquant. Il serait par ailleurs, selon certains[Qui ?], un membre surnuméraire[Quoi ?] de l'Opus Dei.

### Filmographie
Son arrestation a fait l'objet du film américain Agent Double (Breach) réalisé en 2007 par Billy Ray, avec Chris Cooper dans le rôle de Robert Hanssen.
Un documentaire est tiré de son histoire: Un espion au FBI (A Spy in the FBI) réalisé en 2022 par Jenny Chung.